# Екс-ан-Прованс
Екс-ан-Прова́нс (фр. Aix-en-Provence) — місто та муніципалітет у Франції, у регіоні Прованс — Альпи — Лазурний Берег, департамент Буш-дю-Рон. Населення — 147 478 осіб (01.01.2021).
Муніципалітет розташований на відстані близько 640 км на південь від Парижа, 27 км на північ від Марселя.

## Демографія
Динаміка населення (Cassini   і INSEE ):
Розподіл населення за віком та статтю (2006):
| Стать | Всього | До 15 років | 15-24  | 25-44  | 45-64  | 65-85  | Понад 85 |
| --- | ------ | ----------- | ------ | ------ | ------ | ------ | -------- |
| Чоловіки | 65 685 | 9929        | 12 662 | 19 160 | 14 787 | 8199   | 948      |
| Жінки | 76 854 | 9983        | 15 217 | 19 334 | 17 962 | 12 073 | 2285     |
| \| Статево-вікова піраміда \| Статево-вікова піраміда \| Статево-вікова піраміда \| \| ----------------------- \| ----------------------- \| ----------------------- \| \| Чоловіки \| Вік \| Жінки \| \| 948 \| 85 + \| 2285 \| \| 1433 \| 80-84 \| 2688 \| \| 1897 \| 75-79 \| 3088 \| \| 2343 \| 70-74 \| 3181 \| \| 2526 \| 65-69 \| 3116 \| \| 3018 \| 60-64 \| 3871 \| \| 3681 \| 55-59 \| 4724 \| \| 4092 \| 50-54 \| 4864 \| \| 3996 \| 45-49 \| 4503 \| \| 4057 \| 40-44 \| 4557 \| \| 4396 \| 35-39 \| 4444 \| \| 4874 \| 30-34 \| 4666 \| \| 5833 \| 25-29 \| 5667 \| \| 7478 \| 20-24 \| 9574 \| \| 5184 \| 15-20 \| 5643 \| \| 3543 \| 10-14 \| 3495 \| \| 3169 \| 5-9 \| 3283 \| \| 3217 \| 0-4 \| 3205 \| |        |             |        |        |        |        |          |
| Статево-вікова піраміда |        |             |        |        |        |        |          |
| Чоловіки | Вік    | Жінки       |        |        |        |        |          |
| 948 | 85 +   | 2285        |        |        |        |        |          |
| 1433 | 80-84  | 2688        |        |        |        |        |          |
| 1897 | 75-79  | 3088        |        |        |        |        |          |
| 2343 | 70-74  | 3181        |        |        |        |        |          |
| 2526 | 65-69  | 3116        |        |        |        |        |          |
| 3018 | 60-64  | 3871        |        |        |        |        |          |
| 3681 | 55-59  | 4724        |        |        |        |        |          |
| 4092 | 50-54  | 4864        |        |        |        |        |          |
| 3996 | 45-49  | 4503        |        |        |        |        |          |
| 4057 | 40-44  | 4557        |        |        |        |        |          |
| 4396 | 35-39  | 4444        |        |        |        |        |          |
| 4874 | 30-34  | 4666        |        |        |        |        |          |
| 5833 | 25-29  | 5667        |        |        |        |        |          |
| 7478 | 20-24  | 9574        |        |        |        |        |          |
| 5184 | 15-20  | 5643        |        |        |        |        |          |
| 3543 | 10-14  | 3495        |        |        |        |        |          |
| 3169 | 5-9    | 3283        |        |        |        |        |          |
| 3217 | 0-4    | 3205        |        |        |        |        |          |

## Історія

### Античність
В IV столітті до н. е.. Нижній Прованс був заселений кельто-лігурійськими племенами. Їхня столиця, Антремон, знаходилася на північ від сучасного Екс-ан-Провансу. У 123 році до н. е., у відповідь на заклик греків з колонії Массалія (сучасний Марсель), римський консул Секстій розбив лігурійців і зруйнував їхню столицю. На її місці він спорудив укріплений табір Аква Секстія (лат. Aqua Sextiae) для захисту торгового шляху між Римом і Массалією. Влітку 102 року до н. е. римський полководець Гай Марій з армією у 30-40 тисяч воїнів розгромив біля Акв Секстієвих військо тевтонів, що чисельно переважало його загони.

### Середньовіччя
У IV столітті н. е. Екс стає столицею римської провінції Нарбон. У 477 році місто було захоплене вестготами. У наступному столітті Екс неодноразово захоплювався франками та ломбардами. У 731 році місто зайняли сарацини.
 Екс-ан-Прованс досягає свого розквіту лише в XII столітті, за часів правління графів Провансу (родини Анжуйська і Барселонська). У XV столітті герцог Анжуйський, граф Провансу, номінальний король Сицилії, король Рене перетворив Екс на важливий культурний і університетський центр, влаштовував такі народні свята, як хода Тараска в Тарасконі, які тривали кілька днів і залучали сотні трубадурів. Він стояв біля витоків імпорту мускату. Одружився з Ізабеллою Лотаринзькою, потім з Жанною де Лаваль і в 1480 році помер у віці 72 років. 
 Жан де Жуанвіль згадує Екс-ан-Прованс у своїх Хроніках у зв'язку з відвідинами міста Святим Людовіком.

### Нова історія
У 1486 році після приєднання Провансу до Франції, Екс стає місцем перебування королівського намісника. В 1501 році Людовик XII заснував парламент Провансу, який проіснував аж до Французької Революції. Цей парламент був настільки мало популярний, що з'явилася приказка: «Парламент, Містраль та Дюранс - ось три біди Провансу». 
 У Ексі кілька разів зупинявся Людовик XIV; саме в Ексі Король-Сонце підписав мир з Принцом Конде.
 Екс, крім того, є рідним містом знаменитого депутата від третього стану Оноре Габрієля Рікеті де Мірабо.

### Сучасність

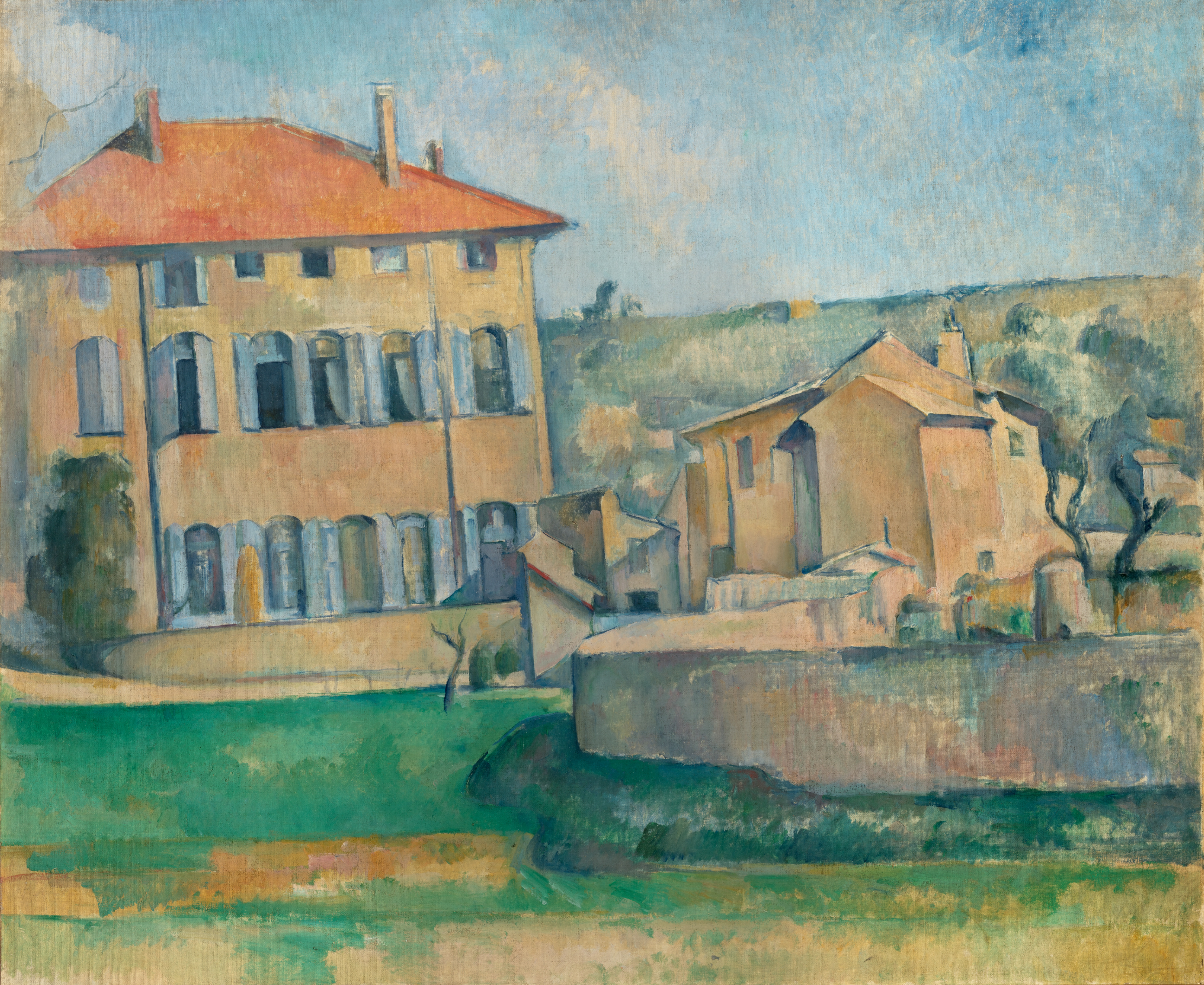
«Jas de Bouffan» Поль Сезанн, 1885-1887

В Екс-ан-Провансі народився й провів велику частину свого життя Поль Сезанн (1839-1906). У колежі Бурбон зав'язалася дружба між Сезанном та Емілем Золя.
11 червня 1909 року землетрус силою 6,2 балів за шкалою Ріхтера забрав життя 46 чоловік і спричинив численні руйнування.
Сьогодні Екс-ан-Прованс — місто, в якому співіснують історичне минуле і технологічне майбутнє. Особливо яскраво це простежується у зв'язку з проєктом Міжнародного експериментального термоядерного реактора (ITER) у Кадараші та новим вокзалом TGV в Ексі.

## Економіка
2010 року серед 98 111 осіб працездатного віку (15—64 років) 64 569 були активними, 33 542 — неактивними (показник активності 65,8%, у 1999 році було 60,7%). З 64 569 активних мешканців працювало 56 412 осіб (28 686 чоловіків та 27 726 жінок), безробітними було 8157 (3813 чоловіків та 4344 жінки). Серед 33 542 неактивних 19 954 особи були учнями чи студентами, 5422 — пенсіонерами, 8166 були неактивними з інших причин.

У 2010 році у муніципалітеті числилось 61603 оподатковані домогосподарства, у яких проживали 131627,5 особи, медіана доходів виносила 21 491 євро на одного особоспоживача.

## Галерея зображень

Фотографії Екс-ан-Прованса
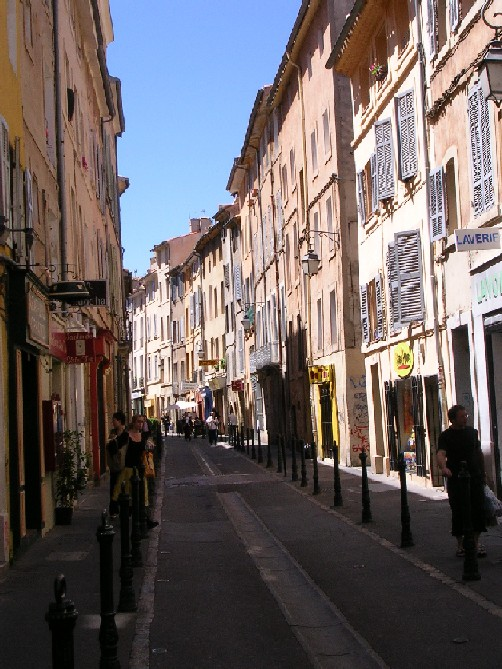
Типова вулочка в Екс-ан-Провансі
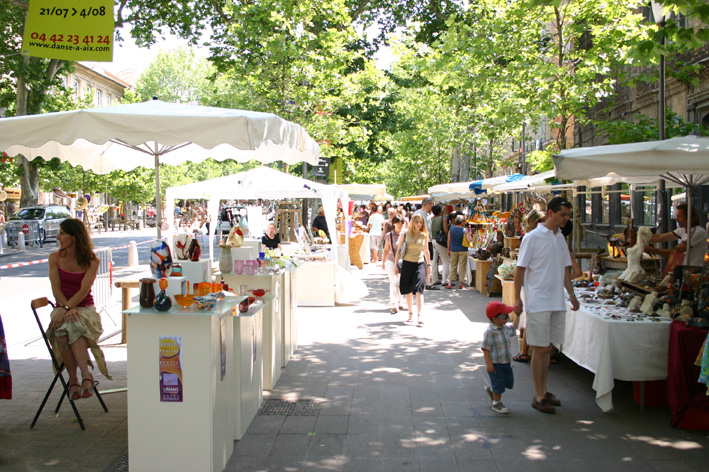
Вуличний базар
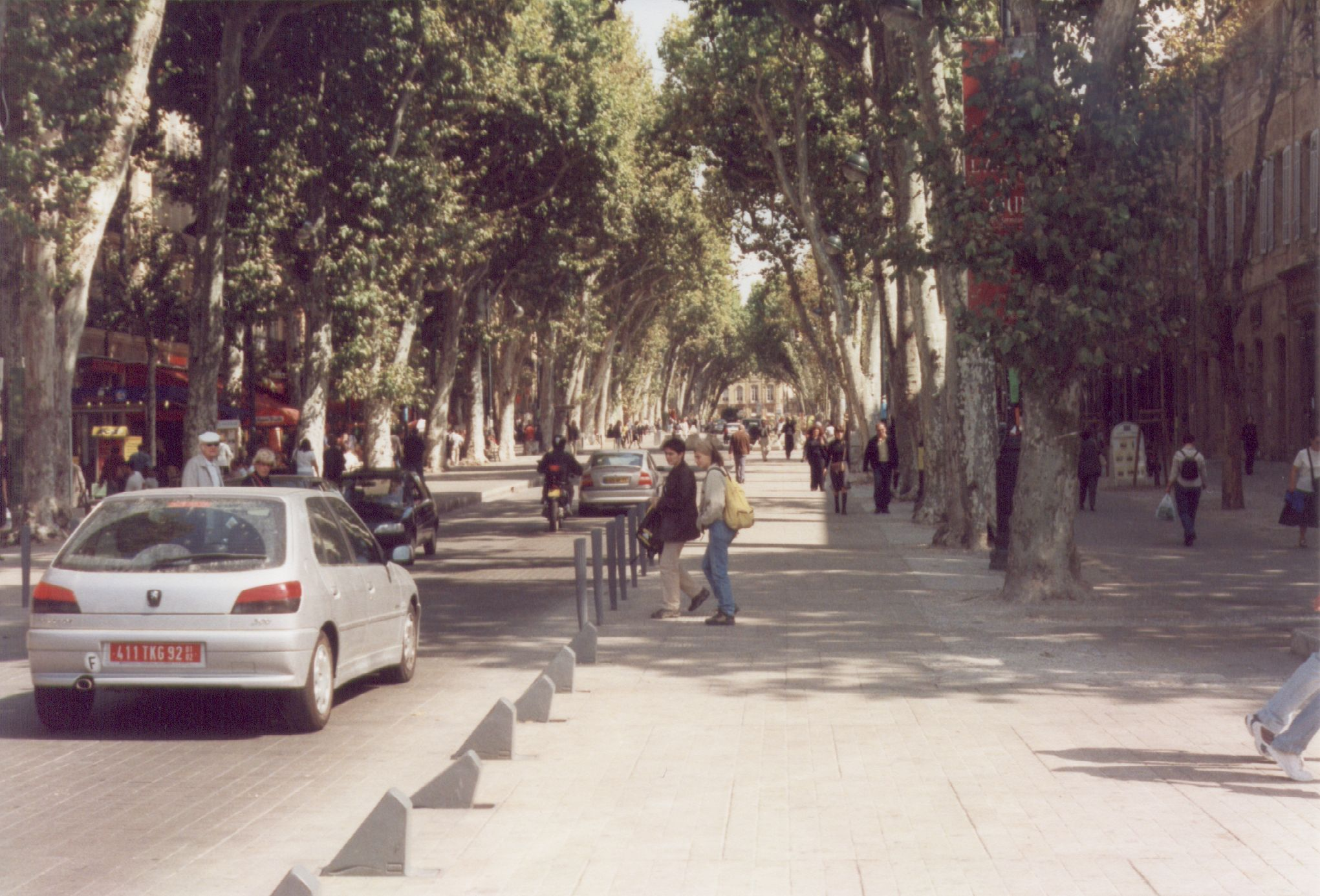
Бульвар Мірабо

## Видатні уродженці
- Франсуа Гране (1775-1849), художник-реаліст, засновник художнього музею в місті
- Люк де Клап'є де Вовенарг (1715-1747) — французький філософ, письменник-мораліст.
- Емануель Унгаро (1933—2019) — модельєр, засновник будинку моди Emanuel Ungaro.